# Distrito de Szigetvár
El distrito de Szigetvár es un distrito húngaro perteneciente al condado de Baranya.

## Localidades
El distrito está conformado por una ciudad y 44 pueblos.
Ciudades
- Szigetvár

Pueblos
- Almamellék
- Almáskeresztúr
- Basal
- Bánfa
- Boldogasszonyfa
- Botykapeterd
- Bürüs
- Csebény
- Csertő
- Dencsháza
- Endrőc
- Gyöngyösmellék
- Hobol
- Horváthertelend
- Ibafa
- Katádfa
- Kétújfalu
- Kisdobsza
- Kistamási
- Magyarlukafa
- Merenye
- Molvány
- Mozsgó
- Nagydobsza
- Nagypeterd
- Nagyváty
- Nemeske
- Nyugotszenterzsébet
- Patapoklosi
- Pettend
- Rózsafa
- Somogyapáti
- Somogyhatvan
- Somogyhárságy
- Somogyviszló
- Szentegát
- Szentlászló
- Szörény
- Szulimán
- Teklafalu
- Tótszentgyörgy
- Várad
- Vásárosbéc
- Zádor